# Скіл (цар скіфів)
Скіл (грец. Σκύλης) (~460 — ~446) — скіфський династ, спадкоємець і син (від еллінки з Істрії) царя Аріапейта.
За Геродотом, мати навчила Скіла грецької мови і грамоти. Згодом він збудував в Ольвії великий будинок, в якому «в усьому жив по-еллінському і приносив жертви богам за еллінському звичаєм». Скіл протежував активну торговельну експансію Істрії на терена Великої Скіфії, але, внаслідок інтриг ольвіополітів, його було позбавлено влади та вбито братом та наступником Октамасадом. Висловлено припущення, що після вбивства Скіла було поховано у Ніконії, де знайдено та варварськи розграбовано поховання скіфського царя середини V ст. до н. е. Відомі наразі археологічні пам'ятки підтверджують це припущення.
Приблизно початок правління Скіла датується 460р. до н. е. Вбивство Скіла можна датувати більш визначено, а саме проміжком часу між початком царювання у одрисів Сіталка (близько 447 р. до н. е.) та подорожжю Геродота Північним Причорномор'ям (близько 445/444 рр. до н. е.).
Відомі монети Скіла з Ніконія (датовано 470—460 р.р. до н. е. — ймовірно представницьтво/ намісницьтво Скіла у Ніконії за часів правління Аріапейта), а також монети намісника (представника) Скіла в Ольвії Емінака.
Етимологія імені:
- грец. Σκύλης < скіф. Skula < д.ір. *skuda — укр. «лучник, сколот».[7]
- грец. Σκύλης < скіф. Skula як скорочення від імені скіф. Skula-piϑ(-a)-  — укр. «окраса сколотів (лучників)», або близького до нього.[8]

## Уривок зМельпомени, присвяченийСкілу.[9]
78. Багато, навіть дуже багато років після того, таке саме сталося з Скілом, сином Аріапейта. Отже, в Аріапейта, царя скіфів, серед інших його дітей, народився Скіл. Він народився від матері істріянки(1), а не від тамтешньої жінки, і його мати навчила його еллінської мови та еллінської грамоти. Згодом, за деякий час Аріапейта підступно вбив Спарга-пейт, цар агатірсів, і Скіл одержав царську владу і разом із нею і жінку свого батька, яку звали Опойя. Ця Опойя була скіф'янкою і від неї народився Орік, син Аріапейта. Скілові, хоч він і був царем скіфів, не подобався скіфський спосіб життя, і зокрема порівняно з еллінськими звичаями, які він засвоїв унаслідок свого виховання, і ось що він зробив. Щоразу коли він приводив скіфське військо до міста борісфенітів (2) (а ці борісфеніти кажуть, що вони мілетяни), отже, щоразу, коли він приходив до них, Скіл залишав своє військо в передмісті, а сам заходив у місто і наказував зачинити брами, знімав із себе скіфський одяг(3) і надягав еллінський і в ньому походжав на агорі без почту і без списоносців і без усіх інших супутників (а брами охороняли, щоб його не побачив ніхто з скіфів у цьому одязі) і в усьому іншому він наслідував еллінський спосіб життя і приносив жертви богам за еллінськими звичаями. Він залишався в місті протягом одного місяця або й більше, а потім надягав скіфський одяг і відходив. Так він робив звичайно багато разів і навіть побудував собі палац у місті борісфенітів і помістив у ньому тамтешню жінку.
79. Оскільки судилося йому спіткати нещастя, то сталося це з ним із такого приводу. Він побажав бути присвяченим у містерії Вакхічного Діоніса. Але саме на той час, коли він зібрався бути присвяченим, сталося жахливе явище. У Скіла був у місті борісфенітів великий і розкішний палац із великим подвір'ям, про який я казав уже трохи вище, навколо якого були розставлені мармурові сфінкси і грифи !. В цей палац бог жбурнув блискавку. Весь цей палац згорів, але, попри це, Скіл продовжував святкувати. Скіфи ганять еллінів за те, що елліни справляють вакхічні містерії, і це тому, що, як вони кажуть, не можна собі уявити, ніби існує божество, яке б робило людей божевільними. Коли закінчилося присвячення Скіла в містерії Діоніса, якийсь борісфеніт потай пройшов до скіфів і сказав їм: "Отже, ви скіфи смієтесь із нас за те, що ми впадаємо у вакхічну несамовитість і в нас уходить бог. Ну, а тепер бог увійшов у вашого царя і він охоплений вакхічною несамовитістю, і бог зробив його божевільним. Якщо ви мені не вірите, ідіть зі мною і я вам це покажу. За ним пішли начальники скіфів і борісфеніт потай привів їх на башту і там сховав їх. І коли там проходив Скіл із своїм почтом і скіфи побачили, як він справляє вакхічні містерії, то, вважаючи це за найбільшу ганьбу, зійшовши з башти, повідомили про те, що побачили, все скіфське військо.
80. І коли після того Скіл повернувся до свого житла, скіфи призначили своїм проводирем його брата, Октамасада, народженого від дочки Тіра, і підняли повстання проти Скіла. А він, довідавшися про те, що сталося, і про причину цієї події, втік до Фракії. Про це почув Октамасад і вирушив у похід із військом проти Фракії. Проте, коли він прибув на берег Істру, він зустрів там фракійське військо готове до бою, але Сіталк послав посланців до Октамасада сказати йому: «Чи є потреба битися нам одному з одним? Ти син моєї сестри і в тебе перебуває мій брат. Видай його мені, а я видам тобі твого брата, Скіла. Так і ти не наражатимешся на небезпеку із своїм військом і я не наражатимусь на небезпеку». Це сказав йому Сіталк через свого вісника. Бо і справді один із братів Сіталка знайшов притулок в Октамасада. Октамасад прийняв цю пропозицію і видав Сіталкові свого дядька з боку матері, а сам узяв собі свого брата Скіла. Так і Сіталк узяв свого брата і пішов, а Октамасад там-таки відрубав голову Скілові. Отак обороняють свої звичаї скіфи і таку кару накладають на тих, хто хоче запозичити іноземні звичаї.

## Інші відомі на сьогодення згадки цього імені та історичні персони з даним ім'ям
- вотивна мармурова колоподібна підвіска з Ніконію з написами грец. ΣΚΥΛ та грец. BAΣIΛEΩS ΣΚΥΛ AΛKΥM й портретним зображенням царя (наразі невідомі ані місце знаходження, ані, головне, автентичність цієї знахідки).[2]
- антропонім Скіл (грец. Σκύλεω) відомий з т. зв. каблучки Скіла, яку пов'язують саме з цим сколотським династом, також наразі втраченої.[11][12]
- Скілея (грец. ΣΚΥΛΕΙΕΙ) — ім'я однієї з трьох амазонок, зображених на грецькій вазі VI ст. до н. е.[13]